# Трост (річка)
Трость (Трост) — річка в Україні, у Вишгородському районі Київської області. Права притока Здвижу (басейн Дніпра).

## Опис
Довжина річки приблизно 9,3 км.

## Розташування
Бере початок на південному заході від Федорівки. Тече переважно на північний захід через Володимирівку і впадає у річку Здвиж, праву притоку Тетерева.